# Blossia orangica
Espèce
Synonymes
- Blossiola orangica Lawrence, 1935

Blossia orangica est une espèce de solifuges de la famille des Daesiidae.

## Distribution
Cette espèce est endémique d'Afrique du Sud. Elle se rencontre vers les chutes d'Augrabies.

## Publication originale
- Lawrence, 1935 : New South African Solifugae. Transactions of the Royal Society of South Africa, vol. 23, p. 71–90.